# Arsenuranilite
L'arsenuranilite (simbolo IMA: Auy) è un raro minerale appartenente alla famiglia dei "fosfati, arseniati e vanadati" con composizione chimica Ca(UO2)4(AsO4)2(OH)4 • 6(H2O).

## Etimologia e storia
Il nome arsenuranilite è un'allusione alla composizione chimica del minerale, che contiene arsenico e uranio, oltre che alla sua correlazione con la fosfuranilite.

## Classificazione
La classica nona edizione della sistematica dei minerali di Strunz, aggiornata dall'Associazione Mineralogica Internazionale (IMA) fino al 2009, elenca l'arsenuranilite nella classe "8. Fosfati, arseniati, vanadati" e nella sottoclasse "8.E Fosfati e arseniati di uranile"; questa viene più finemente suddivisa in base alla quantità di ioni uranile presenti nel minerale, in modo tale che l'arsenuranilite possa essere trovata nella sezione "8.EC UO2:RO4 = 3:2" dove forma il sistema nº 8.EC.10 insieme a dewindtite, fosfuranilite, renardite e yingjiangite.
Questa classificazione viene mantenuta invariata anche nell'edizione successiva, proseguita dal database "mindat.org" e chiamata Classificazione Strunz-mindat nella quale, oltre ai minerali già citati, fa la sua comparsa anche la kivuite.
Nella Sistematica dei lapis (Lapis-Systematik) di Stefan Weiß l'arsenuranilite si trova nella classe dei "fosfati, arseniati e vanadati" e nella sottoclasse dei "fosfati/arseniati di uranile e vanadati di uranile con [UO2]2+ - [PO4]/[AsO4]3- e [UO2]2+ - [V2O8]6-, nonché vanadati isotipici (serie della sincosite)" dove forma il sistema nº VII/E.07 insieme a althupite, arsenovanmeersscheite, bergenite, dewindtite, dumontite, fosfuranilite, françoisite-(Ce), françoisite-(Nd), hügelite, kamitugaite, kivuite, metavanmeersscheite, mundite, nielsbohrite, phuralumite, phurcalite, renardite, vanmeersscheite e yingjiangite.
Anche la classificazione dei minerali secondo Dana, utilizzata principalmente nel mondo anglosassone, elenca l'arsenuranilite nella famiglia dei "fosfati, arseniati e vanadati"; qui è nella classe dei "fosfati idrati ecc., con idrossile o alogeno" e nella sottoclasse dei "fosfati idrati ecc., con idrossile o alogeno con (AB)5(XO4)2Zq • x(H2O)" dove forma il "gruppo dell'arsenuranilite" insieme alla kivuite con il numero di sistema 42.04.09.

## Abito cristallino
L'arsenuranilite cristallizza nel sistema ortorombico nel gruppo spaziale Bmmb con i parametri reticolari a = 15,40 Å, b = 17,40 Å e c = 13,77 Å, oltre ad avere 6 unità di formula per cella unitaria.

## Origine e giacitura
L'arsenuranilite è stata trovata nella zona ossidata di giacimenti di uranio dove sono presenti solfuri contenenti arsenico, la paragenesi è con paraschoepite, schoepite, metazeunerite, nováčekite e uranospinite.
L'arsenuranilite è un minerale piuttosto raro ed è stata trovata solo nel deposito di uranio di "Cherkasar" (sua località tipo) nel distretto di Pop (Uzbekistan); nella Census Area di Yukon-Koyukuk (in Alaska, Stati Uniti); nella municipalità locale di Beaufort West (Sudafrica); nella miniera di "Eureka" presso La Torre de Cabdella (Spagna); nella cava di "Streuberg" nel circondario del Vogtland (in Sassonia), nel deposito di uranio di "Bühlskopf" nel circondario di Birkenfeld (in Renania-Palatinato) e nel deposito di uranio di "valle Krunkelbach" presso St. Blasien (nel Baden-Württemberg), tutti in Germania.

## Forma in cui si presenta in natura
L'arsenuranilite si presenta in scaglie fini e incrostazioni licheniche di cristalli allungati, con dimensioni fino a 0,5 mm.
Il minerale è traslucido con colore arancio con striscio giallo chiaro.

## Caratteristiche chimico-fisiche
L'arsenuranilite è composta da uranio per il 60,48%, il che la rende un minerale radioattivo; la sua attività specifica è pari a 108,267 kBq/g (per confronto, il potassio naturale ha attività specifica pari a 31,2 Bq/g).